# Жечев, Добромир
Добромир Георгиев Жечев (болг. Добромир Георгиев Жечев; род. 12 ноября 1942, София) — болгарский футболист и тренер. Заслуженный мастер спорта НРБ (1965). Единственный болгарский футболист — участник 4-х чемпионатов мира.

## Карьера
Всю свою карьеру провёл в столичных клубах Болгарии: «Спартак» и «Левски». За 16 лет сыграл 369 матчей и забил 19 мячей. За сборную Болгарии провёл 73 матча (в 9 был капитаном) и забил 2 гола. Был в составе сборной на четырёх чемпионатах мира: 1962 (1 матч), 1966 (3 матча), 1970 (2 матча, гол в ворота Марокко) и 1974.

## Достижения

### Спартак
- Обладатель Кубка Болгарии: 1967/68

### Левски
- Чемпион Болгарии: 1969/70, 1973/74
- Обладатель Кубка Болгарии: 1969/70, 1970/71

### Индивидуальные
- Единственный болгарский футболист, участвовавший в 4 финальных турнирах чемпионата мира.